# جاي ميخائيل دياز
جاي ميخائيل دياز (بالإنجليزية: J. Michael Diaz)‏ هو محامي أمريكي، ولد في 1974 في ليما في بيرو.